# Mälarkarusellen
Mälarkarusellen eller Mälardalskarusellen även i vissa fall kallad Stockholmskarusellen var en större omorganisation ägde rum under andra hälften av 1900-talet inom svenska försvaret. Namnet syftar på sjön Mälaren, i den form av olika förband som flyttade runt sjön. Omorganisationen kan ses som den längsta inom försvarsmakten, då den började 1957 och pågick av och till fram till 1982. Bakgrunden till omorganisationen var enligt kritiker i huvudsak regionalpolitisk, för att ge fler arbetstillfällen i bland annat glesbygden. Karusellen i sin helhet var ett resultat av flera försvarsbeslut.

## Flyttkarusellen
Nedan återges de förband som i någon form påverkades av karusellen. Trots att karusellen snurrade på även inom Flygvapnet, så berörde den främst markförband, det vill säga Flygvapnets markskoleförband, vilka utbildade markpersonal. För Arméns del kom karusellen att påverka vapenslaget i den form att både freds- och krigsförband påverkades liksom mobiliseringsmyndigheter inom Armén. År 1970 gjordes en större omlokalisering av ett antal förbandsskolor såväl inom Mälardalen och till övriga delar av landet. 

### Armén
I 8 - Upplands regemente, Uppsala.
- 1957: Regementet avvecklas för att lämna plats åt S 1, som även övertog namn och traditioner. Personalen vid I 8 överfördes till I 10.
- 1957: Västmanlandsbrigaden (IB 38) avvecklades och personal överförs till P 3.
- 1957: Upplandsbrigaden (IB 28) överfördes till Svea Livgarde, under namnet Upplandsbrigaden (IB 38).

S 1 - Signalregementet, Frösunda, Solna.
- 1957: S 1 omlokaliserades till Polacksbacken i Uppsala och övertog namnet Upplands regemente från infanteriregementet I 8.
- 1982: Regementet omlokaliseras till Enköping och övertog kasernområdet efter Göta livgardes, som avvecklades 1980.

Ing 1 - Svea ingenjörregemente, Frösundavik, Solna. 
- 1957: Regementet utökade sin förläggningen till att även omfatta S 1:s gamla område.
- 1970: Regementet omlokaliseras till Almnäs i Södertälje (Försvarets materielverk övertog området i Frösundavik)

P 3/I 10/P 10 - Södermanlands regemente, Strängnäs.
- 1957: Regementet och Södermanlandsbrigaden avförs från pansartrupperna och omorganiserades istället till pansarinfanteri. Personal från I 8 överförs samtidigt till regementet, vilket även fick den nya beteckningen I 10 och dess brigad IB 10 [3]
- 1963: Regementet med brigad återförs till pansartrupperna, regementet fick beteckningen P 10 och brigaden återfick beteckningen PB 10
- 1973: Södermanlandsbrigaden (PB 10) vid regementet avvecklas efter försvarsbeslutet 1972.
- 1982: Södermanlandsbrigaden sätts upp igen, då som arméns första mekaniserade brigad - MekB 10. Detta genom att Blåa brigaden (PB 6) vid P 1 avvecklades 1980.

Lv 2 - Östgöta luftvärnsregemente, Linköping.
- 1963: Regementet avvecklas och dess kaserner övertas av Svea artilleriregemente (A 1).

A 1 - Svea artilleriregemente, Stockholm.
- 1946: Regementet omlokaliseras till  Rissne, Sundbyberg.
- 1963: Regementet omlokaliseras till Linköpings garnison och övertog kaserner från avvecklade Östgöta luftvärnsregementes (Lv 2).

I 1 - Svea livgarde, Stockholm
- 1947: Regementet omlokaliseras till Sörentorp.
- 1970: Regementet omlokaliseras till Kungsängen, Upplands-Bro.

P 1 - Göta livgarde, Enköping.
- 1980: Regementet avvecklas och dess kasernområde övertas av Upplands regemente (S 1).

### Flygvapnet
F 3 - Östgöta flygflottilj, Linköping
- 1968: Flygvapnets bomb- och skjutskola överförs till flottiljen.
- 1973: Transportflygsdivisionen överförs till flottiljen från F 8.
- 1974: flottiljen avvecklas och övergår som ett detachement till Bråvalla flygflottilj i Norrköping.

F 2 - Roslagens flygflottilj, Stockholm
- 1949: Flottiljen reduceras till en flygkår och blir ett markskoleförband.
- 1974: Flygkåren avvecklas, och den kvarvarande verksamheten överfördes till Flygvapnets Södertörnsskolor.

F 8 - Svea flygflottilj, Stockholm
- 1962: Flottiljen reduceras till en flygkår och blir ett markskoleförband.
- 1974: Förbandet avvecklas

F 18 - Södertörns flygflottilj, Botkyrka
- 1974: Flottiljen avvecklas och omorganiseras till markskoleförband (Flygvapnets Södertörnsskolor).
- 1986: Förbandet avvecklas och den kvarvarande verksamheten överfördes till Flygvapnets Halmstadsskolor (F 14) och Flygvapnets Uppsalaskolor  (F 20).

## Förslag
År 1970 föreslogs det inför försvarsbeslutet 1972 att Livregementets grenadjärer (I 3) i Örebro, skulle omlokaliseras till Arvidsjaur, för att skydda Sveriges gruvindustri, och enligt kritiker i syfte att stödja glesbygdspolitiken. Istället för en flytt av I 3 kom det att bli Norrlands dragonregemente (K 4) i Umeå som omlokaliserades 1980 till Arvidsjaur. 1977 beslutades det efter nästan tio års debatt om att avveckla Göta livgarde (P 1) i Enköping, till förmån för en omlokalisering av Upplands regemente (S 1) från Uppsala till Enköping. 
Inför försvarsbeslutet 1992 föreslog regeringen att staben vid Ostkustens marinkommando, 11. helikopterdivision, Kustbevakningens regionledning ost och Mellersta värnpliktskontoret skulle lokaliseras från Berga i Haninge kommun, till flottiljområdet vid Tullinge flygplats. Dock så kom detta beslut, på inrådan av Överbefälhavaren, att ändras när försvarsbeslutet propositionen överlämnades till Riksdagen.